# Branchinecta gigas
Branchinecta gigas е вид хрилоного от семейство Branchinectidae. Видът не е застрашен от изчезване.

## Разпространение
Разпространен е в Канада и САЩ.